# Halmdals naturreservat
Halmdals naturreservat är ett naturreservat i Heby kommun i Uppsala län.
Området är naturskyddat sedan 2016 och är 159 hektar stort. Reservatet består av barrskog och sumpskog och omfattar även delar av sjöarna Fännsjön och Toften.